# 少女前線 (動畫)
《少女前線》是以槍械擬人手遊《少女前线》為原作，由旭Production製作的動畫。2022年1月7日首播。

## 綜述

### 故事情節
1905年俄羅斯帝國在通古斯河附近率先發現了未知生命遺蹟並開展研究，這是人類第一次開始接觸到坍塌與逆向坍塌技術。
2030年，由於七名中學生誤闖北蘭島封鎖區域，遭受因遺蹟物質（坍塌液）洩露而身患廣域性低輻射感染症（E.L.I.D）患者的襲擊。前往救援的特維警察小隊行動失敗，還使得遺跡內坍塌液全面洩露。因E.L.I.D的緣故，地球上適合人類居住的區域逐漸減少；為爭奪和守衛僅剩的適合生存的土地，歷史上最慘烈的第三次世界大戰爆發了。
2051年停戰之後，人與人之間依然存在著敵視和仇恨，而國家的力量已經不足以維持自己區域穩定和安全，所以不得不藉助安全承包商，之後人類開始使用戰術人形作戰減少人類傷亡，其中鐵血工造就是一間生產戰術人形的工廠。
然而在2061年爆發蝴蝶事件，一支特種部隊闖入了鐵血工造，眼看工廠就要被攻陷，這時鐵血工造的一名高層工程師讓電腦接管了工廠，電腦馬上啟用戰術人形，殺光包含鐵血工造工作人員在內所有人類，之後鐵血一直在試圖突破昔日合作夥伴格里芬的軍事封鎖，半年後格里芬決定再招募一批新指揮官，而玩家扮演的就是那批新指揮官的其中一個。

## 登場角色

### 克魯格和格里芬
| 登場角色      | 聲優       |
| M4A1          | 戶松遙     |
| M16A1         | 山根希美   |
| AR-15         | 加藤英美里 |
| M4 SOPMOD III | 田村由香里 |

## 外部連結
- 官方网站